# Dârvari (okręg Călărași)
Dârvari – wieś w Rumunii, w okręgu Călărași, w gminie Tămădău Mare. W 2011 roku liczyła 121 mieszkańców.